# كارلوس كاماتشو (لاعب كرة قدم)
كارلوس كاماتشو (بالإسبانية: Carlos Camacho Lutman)‏ هو لاعب كرة قدم مكسيكي في مركز الوسط، ولد في 11 أغسطس 1994 في بلدية تاباتشولا في المكسيك. لعب مع نادي أمريكا.